# 5 Batalion Sissi
5 Batalion Sissi (fi. Sissipataljoona 5) – fiński ochotniczy oddział wojskowy złożony głównie z Ingrian i Karelów podczas wojny zimowej 1939 –1940.
Podczas tzw. wojny zimowej Finlandii z ZSRR po stronie fińskiej były tworzone oddziały lekkiej piechoty, zwane Sissi, przeznaczone do działań partyzanckich, rozpoznawczych i dywersyjnych. Jednym z nich był 5 batalion Sissi, sformowany pod koniec grudnia 1939 r. w Kemi w północnej Finlandii. Liczył 367 żołnierzy, podzielonych na trzy kompanie strzeleckie, pododdział łączności, specjalny pododdział szkoleniowy i pododdział zapasowy. Na jego czele stanął mjr Viljo Hämäläinen. W skład batalionu weszli ochotnicy z fińskiej i sowieckiej części Ingrii i Karelii. Ochotnicy pochodzący z Finlandii byli w większości członkami Fińskiej Gwardii Cywilnej. Później pojawiła się też pewna liczba Estończyków. Kadrę oficerską i podoficerską stanowili natomiast Finowie z rezerwy armii fińskiej. Batalion został sformowany na bazie 91-osobowego ochotniczego oddziału mjr. V. Hämäläinena, nazwanego Oddziałem "H". Na początku stycznia 1940 r. liczebność batalionu osiągnęła ok. 600 ludzi. 70 spośród nich, którzy byli za starzy do służby wojskowej, weszli w skład pododdziału zapasowego, który był przeznaczony do zadań na tyłach frontu. Połowa stanu liczebnego batalionu nie miała przeszkolenia wojskowego. Część żołnierzy nie miała mundurów. Uzbrojeniem były karabiny ręczne produkcji szwedzkiej Mauser M/96, ale przed skierowaniem na front zmieniono je na karabiny Mosina M/91. Ponadto żołnierzy wyposażono w pistolety maszynowe Suomi M/31 i lekkie karabiny maszynowe Lahti-Saloranta M/26. 6 lutego batalion został przeniesiony na linię frontu w rejon Kuhmo. Podporządkowano go 9 Dywizji Piechoty. Składał się wówczas z dowództwa, pododdziału saperów, pododdziału łączności, trzech kompanii strzeleckich i kolumny transportowej. Batalion walczył pod Kuhmo do końca wojny, po czym został rozformowany.